# Afrolimnophila vansomereni
Afrolimnophila vansomereni är en tvåvingeart som först beskrevs av Alexander 1956.  Afrolimnophila vansomereni ingår i släktet Afrolimnophila och familjen småharkrankar.
Artens utbredningsområde är Kenya. Inga underarter finns listade i Catalogue of Life.